# Conopora laevis
Conopora laevis är en nässeldjursart som först beskrevs av Studer 1878.  Conopora laevis ingår i släktet Conopora och familjen Stylasteridae. Inga underarter finns listade i Catalogue of Life.